# Киркколахти
Ки́рккола́хти (фин. Kirkkolahti) — посёлок в составе Кааламского сельского поселения Сортавальского района Республики Карелия.

## Общие сведения
Расположен на западном берегу озера Янисъярви. Название посёлка с финского языка переводится как «Церковный залив».

## Транспорт
Посёлок расположен на грунтовой дороге местного значения 86К-15 («Сюскюярви — Маткаселькя») в 9 км от трассы А121 («подъезд к МАПП „Вяртсиля“»).

## Население
| 2002 | 2009 | 2010 | 2013 |
| ---- | ---- | ---- | ---- |
| 10   | ↘7   | ↗11  | ↘9   |